# أسامة سعيد
أسامة سعيد (بالإنجليزية: Osama Saeed)‏ هو مدون وصحفي الرأي وسياسي بريطاني، ولد في 27 مايو 1980 في غلاسكو في المملكة المتحدة. حزبياً، نشط في الحزب القومي الاسكتلندي.